# كارثيكيان 2
كارثيكيان 2 (بالإنجليزية: Karthikeya 2)‏ هو فيلم أكشن ومغامرات هندي بلغة التيلوغو لعام 2022، من تأليف وإخراج شاندو مونديتي، ومن بطولة نيخيل سيدهارث وأنوبام خير، وهو تكملة لفيلم عام 2014 كارثيكيان. بدأ التصوير الرئيسي في فبراير 2021 في الهند (كجرات وهيماجال برديش) وإسبانيا والبرتغال واليونان، وانتهى في مارس 2022.

## روابط خارجية
- كارثيكيان 2 على موقع IMDb (الإنجليزية)
- كارثيكيان 2 على موقع قاعدة بيانات الفيلم (الإنجليزية)
- كارثيكيان 2 على موقع ليتربوكسد (الإنجليزية)
- كارثيكيان 2 على موقع كينوبويسك (الروسية)